# Ottleya intricata
Ottleya intricata là một loài thực vật có hoa trong họ Đậu. Loài này được (Eastw.) D.D.Sokoloff mô tả khoa học đầu tiên.